# NGC 6481
NGC 6481 is een open sterrenhoop in het sterrenbeeld Slangendrager. Het hemelobject werd op 21 augustus 1859 ontdekt door de Duits-Amerikaanse astronoom Christian Heinrich Friedrich Peters. Gezien het feit dat dit object uit betrekkelijk weinig sterren bestaat, en bovendien een opvallende rij van 5 sterren toont, kunnen we het rangschikken in de lijst van telescopische asterismen.